# Kathedrale von Ciudad Altamirano

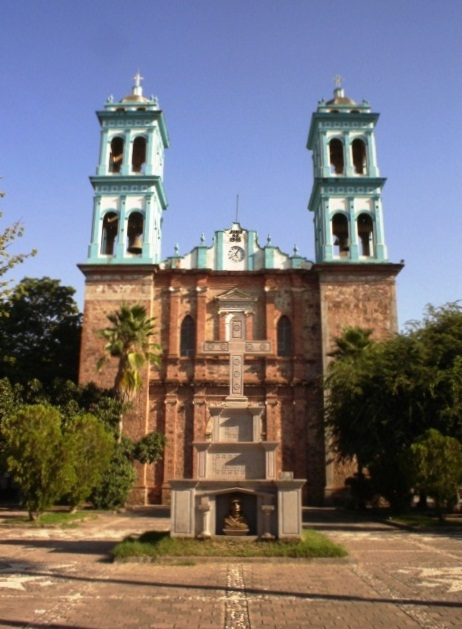
Kathedrale von Ciudad Altamirano

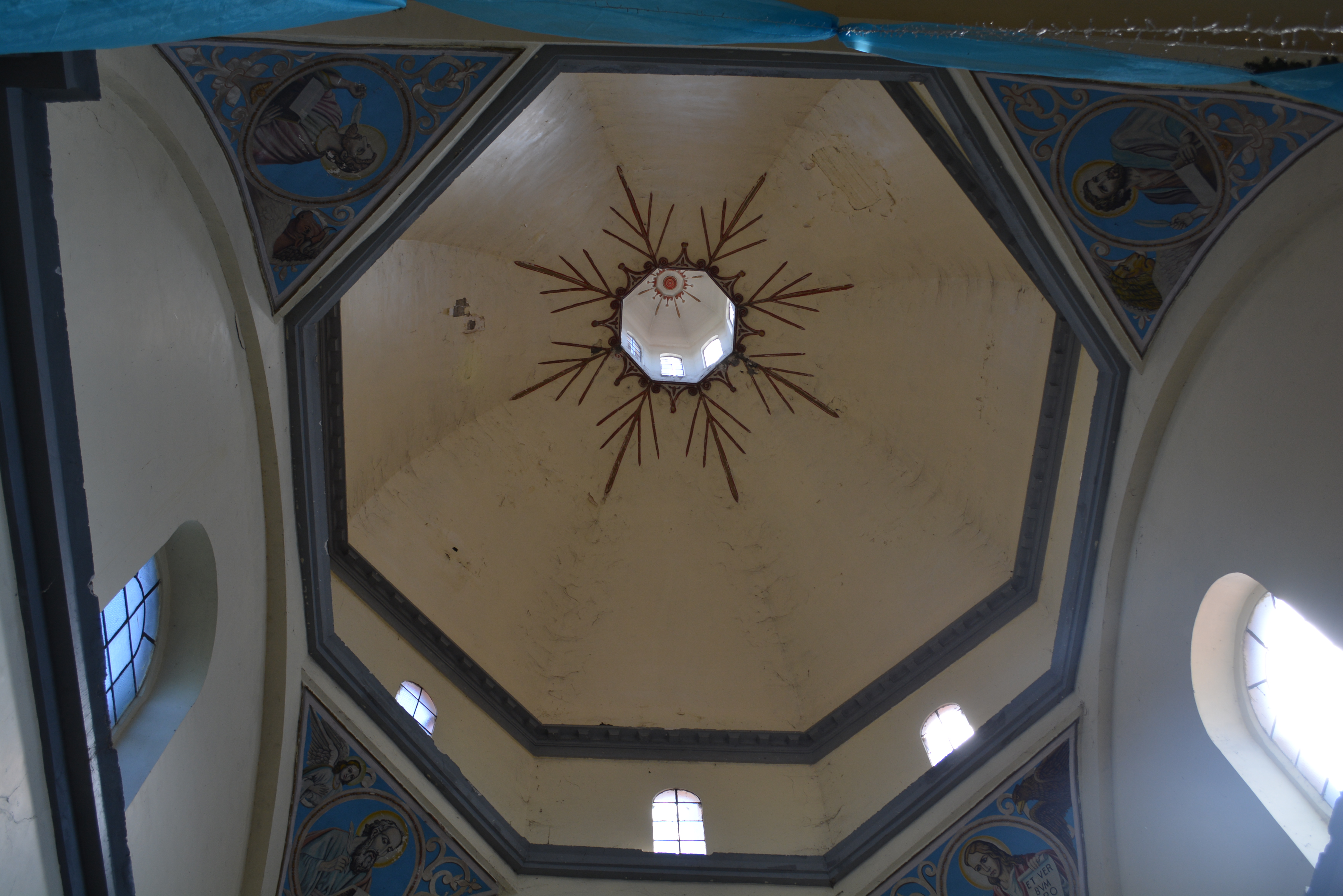
Vierungskuppel

Die Kathedrale von Ciudad Altamirano ist die Bischofskirche des römisch-katholischen Bistums Ciudad Altamirano im mexikanischen Bundesstaat Guerrero; sie trägt das Patrozinium Johannes des Täufers.

## Lage
Die nur etwa 28.000 Einwohner zählende Stadt Ciudad Altamirano ist knapp 300 km (Fahrtstrecke) in südwestlicher Richtung von Mexiko-Stadt entfernt und liegt in Nordwesten des Bundesstaats Guerrero nahe der Grenze zum Bundesstaat Michoacán. Das Bistum hat eine Fläche von ca. 16.000 km².

## Geschichte
Die Kirche entstand bereits im 16. und 17. Jahrhundert, als die Stadt durch den Silberbergbau in der Umgebung wohlhabend geworden war. Das ca. 1 Million Katholiken zählende Bistum wurde erst im Jahr 1964 durch Papst Paul VI. geschaffen. Es ist dem Erzbistum Acapulco als Suffraganbistum unterstellt.

## Architektur
Während der untere Teil der Fassade steinsichtig ist, sind die beiden nachträglich aufgesetzten Glockentürme (campanarios) und das dazwischen liegende Giebelfeld verputzt. Die ehemals weiß oder leicht farbig getünchten Teile wurden in den 2010er Jahren durch einen rötlichen Anstrich farblich stärker an den unteren Teil angebunden. Das Langhaus der Kirche ist dreischiffig; über der Vierung erhebt sich eine Kuppel mit aufsitzender Laterne über einem oktogonalen, mit Fenstern versehenen Tambour.